# أوليفيا ولز
أوليفيا ولز (بالإنجليزية: Olivia Wells)‏ هي عارضة أسترالية، ولدت في 29 أبريل 1994 في ملبورن في أستراليا.